# Cervera del Río Alhama
Cervera del Río Alhama är en kommun i Spanien. Den ligger i den autonoma regionen La Rioja i norra delen av landet, 230 km nordost om huvudstaden Madrid. Antalet invånare är 2 255 (2024).